# Merveldter Hof

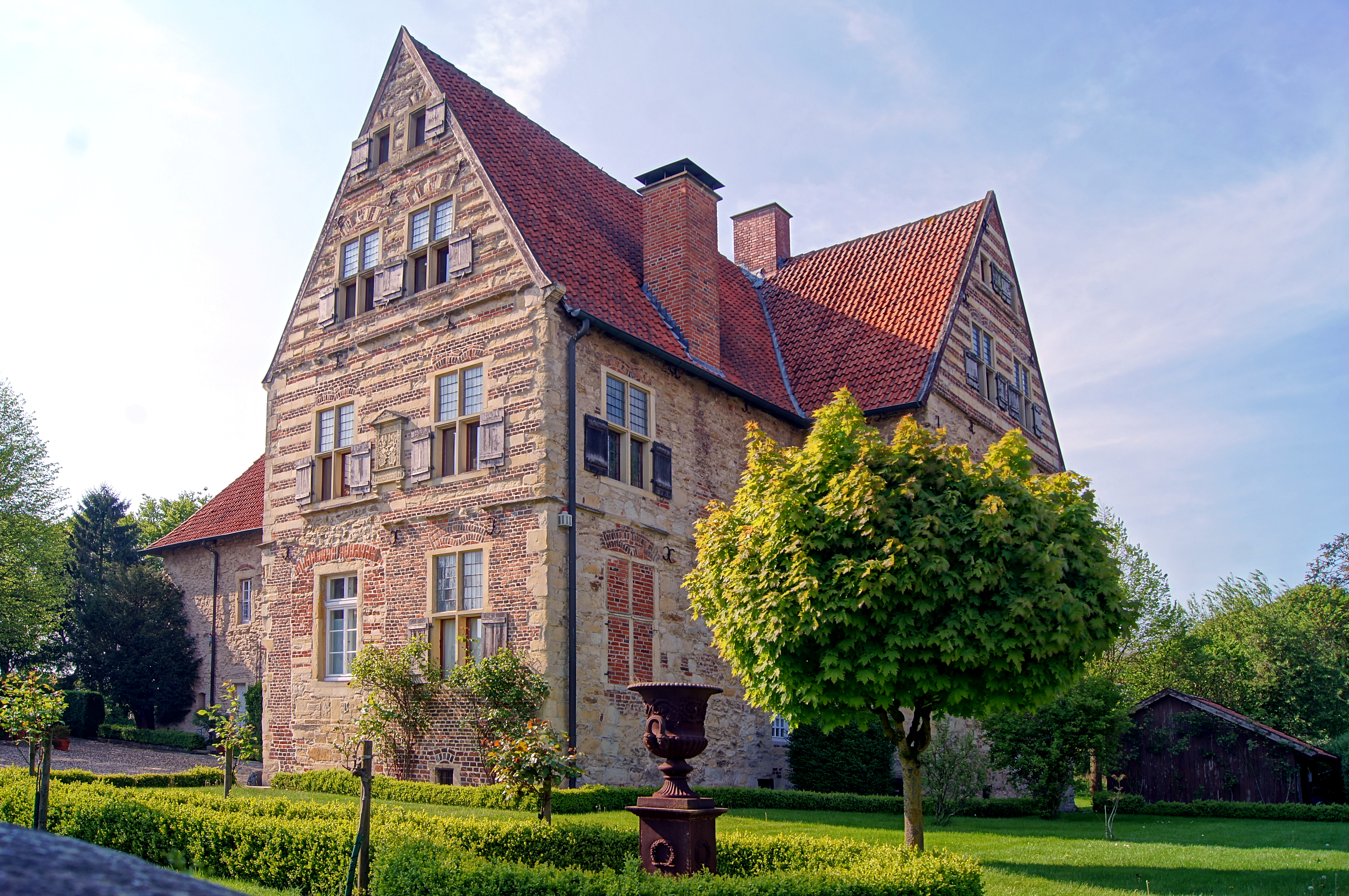
Merveldter Hof

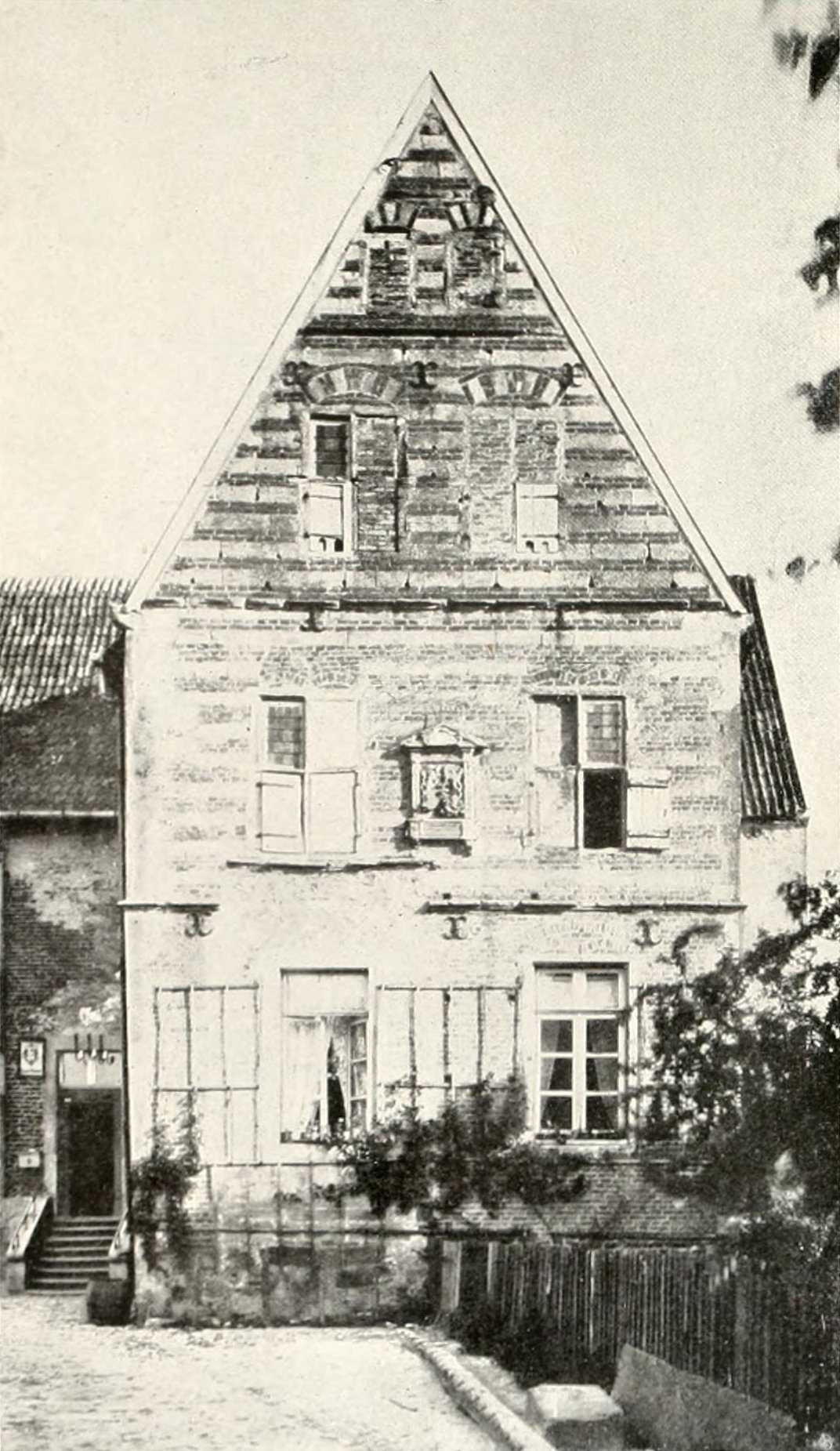
Giebelfassade des Merveldter Hofs, 1895

Der Merveldter Hof, auch Mervelder Hof und Mervelderhof geschrieben, ist einer von vier erhaltenen Burgmannshöfen in Horstmar im Kreis Steinfurt/NRW. Er steht seit dem 24. April 1985 unter Denkmalschutz.

## Geschichte und Architektur
Der zweistöckige Zweiflügelbau stammt aus der Zeit der Renaissance und liegt wie alle Burgmannshöfe am Rand des Stadtgrabens. Der 1561 erbaute Hof der Herren von Merveldt folgt dem Schema der übrigen Höfe Horstmars. Charakteristisch Gestaltungsmittel der Fassaden sind die aus den Niederlanden übernommenen sogenannten Specklagen als helle Natursteinlagen zwischen roten Ziegelmauerwerksschichten.
Zwischenzeitlich war im Gebäude ein Auktionshaus untergebracht. Nach einem Eigentümerwechsel im Jahr 1982 und Umbaumaßnahmen bewohnt Wolfgang Hölker diesen Hof mit seiner Frau.